# 2,6-Dijodfenol
2,6-Dijodfenol (C6H4I2O) je kemijski spoj koji se sastoji od hidroksilne skupine (-OH) vezane izravno na aromatski ugljikovodik te dva joda. Spada u grupu fenole ali i u halogenirane aromate.

## Povijest
2,6-Dijodfenol je prvi put proizveden u 1883. od C. Schall-a od natrijfenolata i elementarnog joda.